# Proto-roman
Le proto-roman se définit comme l'ancêtre de toutes les langues romanes que la méthode comparative tente de reconstruire. Il reflète le dernier stade de l’évolution du latin vulgaire avant toute différenciation régionale majeure.
Les linguistes comparatifs spécialistes du proto-roman font exception parmi leurs confrères, car ils peuvent se référer à un corpus abondant de textes écrits dans une variation du proto-roman, à savoir le latin classique. Chaque romaniste privilégie, dans ses études, le latin classique ou bien le proto-roman reconstruit à partir de ses langues descendantes : le point de départ de la recherche étymologique sera un étymon latin ou bien un cognat proto-roman.
Le proto-roman est nécessairement une vue de l’esprit et ne doit pas être confondu avec une transcription exacte du latin vernaculaire parlé à un moment ou dans lieu donné mais comme un moyen privilégié pour y accéder. Le proto-roman n'est pas unitaire. Il montre un espace roman divisé. Des unités étymologiques ne couvrent qu’une partie du domaine. Un même étymon connaît des modifications selon l'espace et le temps. La première brèche significative dans l'unité du proto-roman semble s’être produite avec la fusion de /ĭ/ avec /ē/ dans la plupart des pays de langue latine, un changement qui semble s’être achevé seulement vers la fin de l’Empire romain.

## Phonologie

### Monophtongues
|             | Antérieures | Centrales | Postérieures |
| ----------- | ----------- | --------- | ------------ |
| Fermées     | i           |           | u            |
| Pré-fermées | ɪ           |           | ʊ            |
| Mi-fermées  | e           |           | o            |
| Mi-ouvertes | ɛ           |           | ɔ            |
| Ouvertes    |             | a         |              |

- Les voyelles moyennes ouvertes /ɛ ɔ/ fusionnent avec /e o/ dans tous les contextes non accentués.[12],[13]

- Une réduction supplémentaire est observée dans les syllabes intertoniques où /i u/ fusionnent avec /ɪ ʊ/.[14]

- Les voyelles sont allongées allophoniquement en syllabes ouvertes accentuées[15] mais peut-être pas /ɪ/ ou /ʊ/.[16]

- /i u/ deviennent [j w] entre une consonne et une voyelle suivante. [j] déclenche alors une palatalisation, comme dans /basiáre/ [basʲáːɾe].[17]

### Diphtongue
Une seule diphtongue phonémique peut être reconstruite pour le proto-roman, à savoir /au̯/. Elle peut être trouvé à la fois en position accentuée et non accentuée.

### Consonnes
|             | Labiales | Labiales | Coronales | Coronales | Vélaires | Vélaires | Palatales | Palatales |
| ----------- | -------- | -------- | --------- | --------- | -------- | -------- | --------- | --------- |
| Nasales     |          | m        |           | n         |          |          |           |           |
| Occlusives  | p        | b        | t         | d         | k        | g        |           | j         |
| Fricatives  | f        | β        | s         |           |          |          |           | j         |
| Labialisées |          |          |           |           | kʷ       |          |           |           |
| Vibrantes   |          |          | r         | r         |          |          |           |           |
| Latérales   |          |          | l         | l         |          |          |           |           |

- Lorsque palatalisés, /t k n l/ deviennent [tsʲ c ɲ ʎ].[12],[20]
- [c ɲ ʎ] intervocaliques sont régulièrement géminés.[12] [tsʲ] ne l’est que sporadiquement.[21]
- Une voyelle postérieure suivante, à savoir /u ʊ/ ou /o ɔ/, déclenche la délabialisation de /kʷ/ vers /k/.[22]
- /sC/ en initiale reçoit une prothèse, comme dans /stáre/ [ɪstáːɾe], sauf quand précédé d’une voyelle.[23][24]
- Certains éléments suggèrent que /f/ était bilabial, mais la plupart des chercheurs le reconstruisent comme une labiodentale.[25]
- /b d g/ semblent s'être fricatisées en [β ð ɣ] en position intervocalique ou après /r/ et /l/.[26]
- /-di-/ et /-gi-/ intervocaliques n’existent pas, ayant déjà fusionné avec /j/.[27][28]
- /j/ est réalisé comme [ɟ] en initiale ; intervocaliquement [ɟ][29] ou [ʝ ~ ɟɟ].[30]
- /ll/ semble avoir eu une réalisation rétroflexe, c’est-à-dire [ɭɭ].[31][32]
- /gn/ était très probablement fricatisé en [ɣn].[33][34]
- /s/ était probablement un [s̺] rétracté[35].

## Morphologie

### Noms
Les noms proto-romans avaient trois cas: un nominatif, un accusatif et un génitif-datif combiné qui n'était utilisé qu’en référence aux personnes.
| Classe     |           | I        | I         |         | II             | II      |           | III m.  | III m. |  | III f. | III f. |
| Nombre     | singulier | pluriel  | singulier | pluriel | singulier      | pluriel | singulier | pluriel |        |  |        |        |
| Nominatif  | fémɪna    | fémɪne   | fíljʊs    | fílji   | pátrɪs ~ pátre | pátri   | mátre     | mátres  |        |  |        |        |
| Accusatif  | fémɪna    | fémɪnas  | fílju     | fíljos  | pátre          | pátres  | mátre     | mátres  |        |  |        |        |
| Gén-Dat.   | fémɪne    | femɪnóru | fíljo     | filjóru | pátri          | patróru | mátri     | matróru |        |  |        |        |
| Traduction | femme     | femme    | fils      | fils    | père           | père    | mère      | mère    |        |  |        |        |

Plusieurs noms de classe III avaient des inflexions qui différaient par le nombre de syllabes ou la position de l’accentuation.
| Nominatif  |       | ɔ́mo     |        | pástor |  | sɔ́ror |
| Accusatif  | ɔ́mɪne | pastóre | soróre |        |  |       |
| Traduction | homme | pâtre   | sœur   |        |  |       |

Quelques noms de classe II avaient un pluriel en -a ou -ora, ces noms ayant été à l’origine des neutres en latin classique. Bien que le singulier ait été grammaticalement masculin, le pluriel était traité comme féminin.
| Type       |           | I       | I      | I         | I       | I         |          | II       | II        | II      | II | II |
| Nombre     | singulier | pluriel |        | singulier | pluriel | singulier | pluriel  |          | singulier | pluriel |    |    |
| Nom        | ɔ́βu       | ɔ́βa     | brákju | brákja    | tɛ́mpʊs  | tɛ́mpora   | pɛ́ktʊs   | pɛ́ktora  |           |         |    |    |
| Traduction | œuf       | œuf     | bras   | bras      | temps   | temps     | poitrine | poitrine |           |         |    |    |

De tels pluriels étaient souvent réanalysés en tant que féminins singuliers.
| Nombre         |         | singulier | pluriel           |                   | singulier | pluriel |
| Nom d’origine  | fɔ́lju   | fɔ́lja     | lɪ́gnu             | lɪ́gna             |           |         |
| Dérivé féminin | fɔ́lja   | fɔ́ljas    | lɪ́gna             | lɪ́gnas            |           |         |
| Traduction     | feuille | feuille   | bois de chauffage | bois de chauffage |           |         |

Cette tendance était déjà apparente en latin classique, cf. la création du nom féminin opéra à partir du pluriel du neutre opus.

### Adjectifs

#### Positifs
Ceux-ci s’infléchissent de la même manière que les noms.

#### Comparatifs
Alors que le suffixe latin -ior existait encore, il n'était utilisé que dans un nombre restreint d’adjectifs.
| Adjectif   | mɛ́ljor   | pɛ́jor | májor                  | mɪ́nor                    |
| Traduction | meilleur | pire  | plus grand (« maire ») | plus petit (« moindre ») |

Sinon, la manière typique de former un comparatif était d’ajouter plus ou mais (signifiant « plus ») à un adjectif positif. Cela s’était aussi fait en latin classique, quoique sporadiquement.

#### Superlatifs
Aucune terminaison dédiée n’existait pour exprimer le superlatif. Diverses alternatives étaient utilisées à la place, comme un adverbe intensificateur (mʊ́ltu, bɛ́ne, etc.) ou un simple comparatif.

#### Possessifs
Ci-dessous le féminin singulier. Nombre d’entre eux avaient des variantes atoniques « faibles ».
|           | Première personne | Deuxième personne | Troisième personne | Interrogatif |
| --------- | ----------------- | ----------------- | ------------------ | ------------ |
| singulier | mɛ́a ~ ma          | tʊ́a ~ ta          | sʊ́a ~ sa           | kʊ́ja         |
| pluriel   | nɔ́stra            | βɔ́stra            | sʊ́a ~ sa           | kʊ́ja         |

### Pronoms

#### Personnels
Équivaut à « toi, moi » etc.
| Personne  |           | I       | I         |         | II           | II             |              | III f.         | III f. |  | III m. | III m. |
| Nombre    | singulier | pluriel | singulier | pluriel | singulier    | pluriel        | singulier    | pluriel        |        |  |        |        |
| Nominatif | ɛ́go       | nós     | tú        | βós     | ɪlla         | ɪlle           | ɪlle ~ ɪlli  | ɪlle ~ ɪlli    |        |  |        |        |
| Accusatif | mé ~ méne | nós     | té ~ téne | βós     | ɪlla         | ɪllas          | ɪllu         | ɪllos          |        |  |        |        |
| Gén-Dat.  | mí ~ mɪ́βɪ | nóβɪs   | tí ~ tɪ́βɪ | βoβɪs   | ɪlli ~ ɪllɛ́i | ɪllis ~ ɪllóru | ɪlli ~ ɪllúi | ɪllis ~ ɪllóru |        |  |        |        |

#### Relatifs
On note que kúi a été perdu en ibéro-roman.
|           | Masc. ou Fém. | Neutre |
| --------- | ------------- | ------ |
| Nominatif | kʷí           | kɔ́d    |
| Accusatif | kʷɛ́n          | kɔ́d    |
| Gén-Dat.  | kúi           | kúi    |

Les pronoms interrogatifs sont les mêmes, sauf que la forme nominative et accusative neutre est [kʷɪ́d].

### Verbes
Les verbes proto-romans appartiennent à trois classes principales, chacune caractérisée par une voyelle thématique différente. Leurs conjugaisons sont construites sur trois thèmes et impliquent diverses combinaisons de mode, d’aspect et de temps.

#### Indicatif présent
Le paradigme est approximativement le suivant. 
| Classe de verbe |                | Première personne | Première personne |                       | Deuxième personne | Deuxième personne        |         | Troisième personne | Troisième personne |  | Traduction |
| Classe de verbe | singulier      | pluriel           | singulier         | pluriel               | singulier         | pluriel                  |         |                    |                    |  | Traduction |
| I               | kanto          | kantámʊs          | kántas            | kantátɪs              | kantat            | kántant                  | chanter |                    |                    |  |            |
| II              | dɔ́rmo ~ dɔ́rmjo | dormímʊs          | dɔ́rmɪs            | dɔrmítɪs              | dɔ́rmɪt            | dɔ́rmʊnt ~ dɔ́rment        | dormir  |                    |                    |  |            |
| III.a           | βɪ́jo           | βɪdémʊs           | βɪ́des             | βɪdétɪs               | βɪ́det             | βɪ́jʊnt ~ βɪ́dʊnt ~ βɪ́dent | voir    |                    |                    |  |            |
| III.b           | βɛ́ndo          | βɛ́ndɪmʊs          | βɛ́ndɪs            | βɛ́ndɪtɪs              | βɛ́ndɪt            | βɛ́ndʊnt ~ βɛ́ndent        | vendre  |                    |                    |  |            |
| Irrégulier      | sʊ́n            | sʊ́mʊs ~ sémʊs     | ɛ́s                | ɛ́stɪs ~ sétɪs ~ sʊ́tɪs | ɛ́st               | sʊ́nt                     | être    |                    |                    |  |            |
| Irrégulier      | áβjo ~ ájo     | aβémʊs            | áes ~ ás          | aβétɪs                | áet ~ át          | áu̯nt ~ áent ~ ánt        | avoir   |                    |                    |  |            |
| Irrégulier      | dáo            | dámʊs             | dás               | dátɪs                 | dát               | dáu̯nt ~ dáent ~ dánt     | donner  |                    |                    |  |            |
| Irrégulier      | βádo ~ βáo     | ímʊs              | βáɪs ~ βás        | ítɪs                  | βáɪt ~ βát        | βáu̯nt ~ βáent ~ βánt     | aller   |                    |                    |  |            |

#### Participes
Ceux-ci s’infléchissent de la même manière que les adjectifs.
|            |         | Présent actif |        | Traduction |  | Prétérit passif |  | Traduction |
| Classe I   | amánte  | aimant        | amáta  | aimée      |  |                 |  |            |
| Classe II  | finɛ́nte | finissant     | finíta | finie      |  |                 |  |            |
| Classe III | aβɛ́nte  | ayant         | aβúta  | eue        |  |                 |  |            |